# Michael Hauskeller
Michael Hauskeller (* 1964 in Mönchengladbach) ist ein deutscher Philosoph, der Professor für Philosophie an der Universität Exeter und seit 2018 an der Universität Liverpool ist. Sein Arbeitsschwerpunkt ist die praktische Philosophie.
Er studierte in Bonn und wurde 1994 bei Gernot Böhme in Darmstadt promoviert, wo er 2001 auch habilitierte. Seit 2003 lebt und arbeitet Hauskeller in England. Einige seiner zahlreichen Veröffentlichungen wurden in mehrere Sprachen übersetzt.

## Schriften
- Biotechnology and the Integrity of Life. Taking Public Fears Seriously. Ashgate, 2007.
- Mögliche Welten. Neue Phantastische Reisen durch die Philosophie. C. H. Beck, München 2006.
- als Hrsg.: Ethik des Lebens. Albert Schweitzer als Philosoph. Die Graue Edition, Kusterdingen 2006.
- Ich denke, aber bin ich? Phantastische Reisen durch die Philosophie. Beck, München 2003.
- als Hrsg.: Die Kunst der Wahrnehmung. Die Graue Edition, Kusterdingen 2003.
- Versuch über die Grundlagen der Moral. C. H. Beck, München 2001.
- Geschichte der Ethik: Mittelalter. Deutscher Taschenbuch Verlag, München 1999.
- Auf der Suche nach dem Guten. Wege und Abwege der Ethik. Die Graue Edition, Kusterdingen 1999.
- Vom Jammer des Lebens. Einführung in Schopenhauers Ethik. C. H. Beck, München 1998.
- M. Hauskeller, G. Schiemann, C. Rehmann-Sutter (Hrsg.): Naturerkenntnis und Natursein. Suhrkamp, Frankfurt am Main 1998.
- Was ist Kunst. C. H. Beck, München 1998.
- Geschichte der Ethik: Antike. Deutscher Taschenbuch Verlag, München 1997.
- M. Hauskeller, C. Hauskeller (Hrsg.): "Was die Welt im Innersten zusammenhält". 34 Wege zur Philosophie. Junius Verlag, Hamburg 1996.
- Atmosphären erleben. Philosophische Untersuchungen zur Sinneswahrnehmung. Akademie Verlag, Berlin 1995.
- Alfred North Whitehead zur Einführung. Junius Verlag, Hamburg 1994.
- als Hrsg.: Was das Schöne sei. Klassische Texte von Platon bis Adorno. Deutscher Taschenbuch Verlag, München 1994.